# 唐捐
唐捐（1968年12月—），本名劉正忠，臺灣詩人、散文家及文學評論者。現任國立臺灣大學中文系教授。

## 生平概略
唐捐畢業於國立嘉義高級中學，自國立高雄師範大學國文研究所取得文學碩士學位，後自國立臺灣大學中國文學系獲得文學博士學位。
唐捐在東吳大學中國文學系任職兼任助理教授，也曾在國立清華大學中國文學系任職兼任副教授，後來又獲國立臺灣大學中國文學系聘為專任教授。

## 作品

### 詩集
- 《意氣草》，臺北：詩之華出版社，1993年。
- 《暗中》，臺北：文史哲出版社，1997年；高雄：高雄市立中正文化中心，1999年。
- 《無血的大戮》，臺北：寶瓶文化，2002年。
- 《金臂勾》，新北：蜃樓股份有限公司，2011年。
- 《蚱哭蜢笑王子面》，新北：蜃樓股份有限公司，2013年。
- 《誰かが家から吐きすてられた》（及川茜譯），東京：思潮社，2014年。
- 《網友唐損印象記：臺客情調詩》，臺北：一人出版社，2016年
- 《噢，柯南》，臺北：雙囍出版，2023年

### 散文
- 《大規模的沈默》，臺北：聯合文學出版社，1999年初版；2009年新版。
- 《世界病時我亦病》，臺北：聯合文學出版社，2016年。

### 論述
- 《王荊公金陵詩研究》，新北：花木蘭文化出版社，2007年。
- 《現代漢詩的魔怪書寫》，臺北：臺灣學生書局，2010年。

### 編纂
- 《當代文學讀本》，臺北：二魚文化，2002年。（與陳大為合編）
- 《臺灣軍旅文選》，臺北：二魚文化，2006年。
- 《震來虩虩：學院詩人群合集2002－2003》，臺北：萬卷樓圖書公司，2004年。
- 《時空斷層下的詩與詩人：2003臺北國際詩歌節學術研討會論文集》，臺北：臺北市文化局，2004年。（與陳大為合編）
- 《中華現代文學大系（貳）：詩卷》，臺北：九歌出版社，2003年。（與白靈、向陽合編）
- 《臺灣詩學學刊》（第11期到第18期），臺北：臺灣詩學季刊社，2007年到2011年。[3]

## 獲獎
- 全國學生文學獎大專新詩組第一名（1989年）
- 中央日報文學獎學生散文組第三名（1990年）
- 全國學生文學獎大專散文組第一名（1993年）
- 中華民國新詩學會全國優秀青年詩人獎（1993年）
- 教育部文藝創作獎新詩組第一名（1994年）
- 創世紀詩社四十週年創作優選獎（1994年）
- 聯合報文學獎新詩組第一名、散文組第一名（1994年）
- 梁實秋文學獎散文創作第二名、翻譯類譯詩組第三名（1997年）
- 梁實秋文學獎散文創作第一名（1997年）
- 時報文學獎新詩評審獎（1997年）
- 中央日報勞工文學獎評審推薦獎（1997年）
- 高雄市文藝獎最優創作獎（1998年）
- 台灣省文學獎散文佳作（1998年）
- 國軍文藝金像獎新詩銀像獎（1998年）
- 時報文學獎新詩評審獎（1998年）
- 聯合報文學獎散文第一名（1998年）
- 台北文學獎散文評審獎、新詩評審獎（1999年）
- 年度詩獎（1999年）
- 五四獎：青年文學獎（2003年）
- 臺灣文學獎：金典獎（2024年）

## 連結
- 唐捐 - 東華大學 （页面存档备份，存于）